# Thương xá Burlington

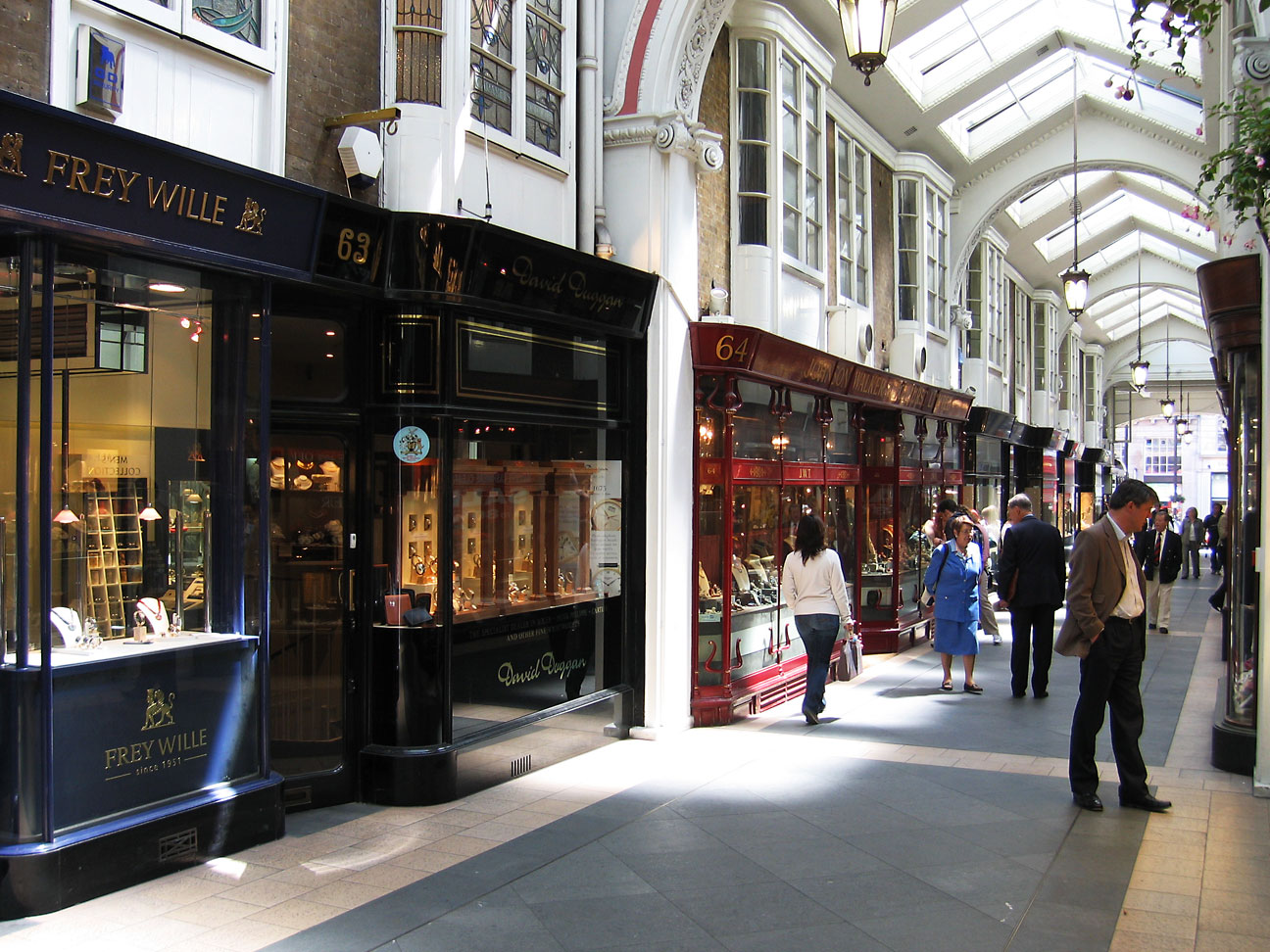
Mặt tiền cửa hàng bên trong Thương xá

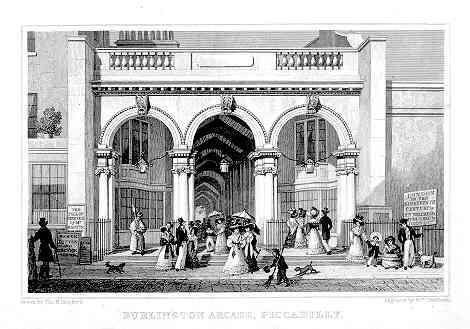
Lối vào Piccadilly đến Thương xá Burlington năm 1827-28

Thương xá Burlington là một khu mua sắm tại Luân Đôn chạy cho 196 thước Anh (179 m) phía sau Phố Bond từ Piccadilly đến Burlington Gardens. Đây là một trong những tiền thân của phòng trưng bày mua sắm châu Âu giữa thế kỷ 19 và trung tâm mua sắm hiện đại. Nó nằm gần Thương xá Piccadilly tương tự.

## Lịch sử
Tòa nhà được xây dựng vào năm 1818 theo lệnh của George Cavendish, Bá tước thứ nhất của Burlington, em trai của William Cavendish, Công tước thứ năm của Devonshire, người đã thừa kế Nhà Burlington liền kề, trên khu vườn bên cạnh ngôi nhà và được cho là để ngăn chặn người qua đường bằng cách ném vỏ hàu và rác khác lên tường nhà anh ta. Nó được thiết kế bởi kiến trúc sư Samuel Ware. Thương xá Burlington được xây dựng "để bán đồ trang sức và các mặt hàng ưa thích theo nhu cầu thời trang, vì sự hài lòng của công chúng". Tuy nhiên, nó cũng được cho là đã được xây dựng để vợ của Công tước có thể mua sắm an toàn giữa những quý bà và quý ông khác tránh xa những con đường tấp nập, bẩn thỉu và đầy tội ác ở London.
Thương xá Burlington khai trương vào ngày 20 tháng 3 năm 1819. Ngay từ đầu, nó đã định vị là một địa điểm mua sắm thượng lưu thanh lịch và độc quyền, với các cửa hàng cung cấp hàng hóa xa xỉ. Đó là một trong những khu mua sắm có mái che sớm nhất ở Luân Đôn và là một trong một số khu vực được xây dựng ở Tây Âu vào đầu thế kỷ 18. Các ví dụ khác về các khu mua sắm lớn bao gồm: Các đoạn có mái che của Paris, Palais Royal ở Paris (mở cửa vào năm 1784); Passage de Feydeau ở Paris (khai trương năm 1791), Galeries Royales Saint-Hubert ở Brussels và The Passage ở St. Petersburg, Galleria Umberto I ở Naples và Galleria Vittorio Emanuele II ở Milan (1878).
Thương xá ban đầu bao gồm một lối đi duy nhất chiếu sáng trên cùng với 72 đơn vị 2 tầng nhỏ. Một số đơn vị đã được kết hợp, giảm số lượng cửa hàng xuống khoảng 40. Mặt tiền Piccadilly đáng kinh ngạc trong một phiên bản cuối của Trường phái kiểu cách thời Victoria đã được thêm vào đầu thế kỷ 20.
Các Thương xá được tuần tra bởi các lính gác trong đồng phục truyền thống bao gồm mũ hàng đầu và áo choàng dài. Các lính gác ban đầu là tất cả các cựu thành viên của trung đoàn Lord George Cavendish, Hoàng gia thứ 10. Thương xá duy trì phong cách trang nhã của Thời nhiếp chính bằng cách cấm hát, ngân nga, vội vã và "cư xử sôi nổi".
Khách thuê hiện tại bao gồm một loạt các cửa hàng quần áo, giày dép và phụ kiện, các đại lý nghệ thuật và đồ cổ và các thợ kim hoàn và đại lý bằng bạc cổ mà Thương xá được biết đến nhiều nhất.

## Những sự kiện mang tính lịch sử
Các Thương xá đã gần như bị phá hủy bởi lửa vào năm 1836, khi một số cửa hàng bị phá hủy, vào năm 1871 và vào năm 1936, khi Thương xá bị cướp bóc.
Các bộ phận của Thương xá đã bị hư hỏng nặng trong một cuộc tấn công ném bom trong Thế chiến II.
Vào năm 1964, một chiếc Jaguar Mark X đã lao xuống khu giải trí, phân tán người đi bộ và sáu người đàn ông đeo mặt nạ nhảy ra, đập vỡ cửa sổ của cửa hàng của Hiệp hội thợ kim hoàn và thợ bạc và lấy trộm nữ trang trị giá 35.000 bảng. Họ không bao giờ bị bắt. Các cổng đã được cài đặt để ngăn chặn điều này xảy ra một lần nữa.
Năm 2010, Thor Equities và Meyer Bergman mua lại tài sản với giá 104 triệu bảng. Chủ sở hữu đã thuê kiến trúc sư Michael Blair để khôi phục lại Thương xá.
Vào tháng 5 năm 2018, tài sản đã được bán cho David và Simon Reuben với giá 300 triệu bảng.